# 奇维塔诺瓦-德尔桑尼奥
奇维塔诺瓦-德尔桑尼奥（義大利語：Civitanova del Sannio），是意大利伊塞尔尼亚省的一个市镇。总面积55平方公里，人口952人，人口密度17.3人/平方公里（2009年）。ISTAT代码为094016。